# 竇瑾
竇瑾（？—454年），字道瑜，頓丘郡衛國人。自稱是東漢司空竇融的後代，因高祖父擔任頓丘太守才遷至頓丘郡。北魏官員。

## 經歷
年輕時以文學知名，自中書博士做到中書侍郎，並獲賜爵繁陽子，加寧遠將軍。又因參與謀劃戰略而屢有軍功，轉為秘書監，進封衛國侯，加冠軍將軍。後轉西部尚書。

### 外鎮著名
北魏於神䴥四年滅夏國，完全佔據關中地區後，當地人心仍然不穩，朝廷遂以竇瑾以使持節、散騎常侍、都督秦雍二州諸軍事、寧西將軍、長安鎮將，進封毗陵公。竇瑾自出鎮長安至後來受徵回朝任殿中、都官尚書，散騎常侍前後共達八年之久，在當地人心中頗有威信及恩德。而回朝後竇瑾也很得太武帝親任，對他的賞賜亦很豐厚。太平真君七年（446年），太武帝親自統軍鎮壓關中的蓋吳起義，竇瑾就作為先鋒去宣諭，討平了巴氐及羌族的酋領，並降服了數千家，其餘不肯降服的都盡數誅殺；另外又於五將山收降了蠻族首領仇天爾等共三千家。同年蓋吳起義被鎮壓，竇瑾就留鎮長安。後召回平城再任殿中、都官尚書，典左右執法。太武帝更感歎竇瑾是「國之良翰」。後竇瑾外任為鎮南將軍、冀州刺史，在任內清廉樸素，而且勤於公事，著名於當時。後又還朝任內都大官。

### 咒謗獲罪
興光元年（454年），本已娶竇瑾女兒的鬱林公司馬彌陀獲指配娶臨涇公主，竇瑾遂教司馬彌陀寫文推辭，但其中被指有誹謗咒詛之言，竇瑾就與彌陀一同被誅殺。

## 子女
- 竇秉，瑾子，中書學生，與父同被殺。
- 竇持，瑾子，中書學生，與父同被殺。
- 竇依，瑾子，中書學生，與父同被殺。
- 竇遵，瑾子，焦氏所生，父親事發後逃亡山澤，後來獲赦，官至尚書郎，濮陽太守。竇遵擅長寫篆書，當時平城的石碑及宮殿門樓的題字很多都是出於他手筆，但他亦常常收賄[3]。
- 竇氏，瑾女，嫁司馬彌陀。

## 延伸阅读
[在维基数据编辑]
 《魏書/卷46》，出自魏收《魏书》
 《北史/卷027》，出自李延壽《北史》